# Jonathan Urretaviscaya
Jonathan Matías Urretaviscaya da Luz (Montevidéu, 19 de março de 1990) é um futebolista uruguaio que atua como ponta-direita. Atualmente, joga pelo Juventud.

## Carreira

### Início
Revelado pelo River Plate do Uruguai, ainda atuava nas categorias de base da equipe quando em março de 2007, aos 16 anos, foi convocado para a Seleção Uruguaia que disputou o Campeonato Sul-Americano Sub-17. Urretaviscaya foi destaque no torneio e marcou dois gols em quatro jogos.
A jovem revelação logo despertou o interesse de clubes europeus, e no verão de 2007 ele viajou para a Inglaterra para fazer testes no Tottenham. No entanto, acabou não ficando no time inglês por ter o seu visto de trabalho recusado.

### River Plate (Uruguai)
No início do Torneio Clausura de 2008, o treinador do River Plate, Juan Ramón Carrasco, chamou-o para completar o plantel que disputaria a Primeira Divisão do Campeonato Uruguaio.
No dia 16 de fevereiro, aos 17 anos, Urretavizcaya estreou como titular contra o Liverpool, fora de casa, na primeira rodada do Clausura. Ele marcou seu primeiro gol como profissional e o River venceu por 2 a 0. Já no dia 2 de março, contra o Atlético Cerro, pela terceira rodada do Campeonato Uruguaio, Urretavizcaya marcou dois gols na vitória fora de casa por 4 a 1.
Após a última partida do Torneio Clausura, o River Plate e o Peñarol estavam empatados com 37 pontos e, apesar do River ter o saldo de gols superior, o regulamento determina que deveria ser disputada uma final entre as duas equipes para definir o campeão do Clausura. A final foi disputada no dia 8 de junho; Urretavizcaya foi titular e aos 39 minutos do primeiro tempo marcou o terceiro gol do River, que vencia por 3 a 1. No entanto, com uma reviravolta espetacular, o Peñarol acabou vencendo o jogo por 5 a 3 e sagrou-se campeão do Torneio Clausura. Este foi o último jogo de Urretavizcaya pelo River Plate, na qual foi considerado uma das grandes revelações do Clausura. O atacante terminou a temporada com 15 jogos disputados (todos como titular) e nove gols marcados.

### Benfica
No dia 24 de julho de 2008 foi oficialmente apresentado como novo jogador do Benfica, assinando um contrato válido por cinco temporadas. No entanto, já treinava com o plantel dos Encarnados desde 13 de julho.

#### Peñarol
No dia 6 de janeiro de 2010 foi emprestado ao Peñarol por seis meses, sem a opção de compra no final do vínculo. O Benfica deixou claro que seria um empréstimo para que o jogador tivesse mais chances, devido à grande concorrência no clube português. Urretavizcaya teve boas atuações, fazendo com que o então treinador do Benfica, Jorge Jesus, visse potencial no jovem e solicitasse o seu retorno.
Um ano depois, no dia 18 de janeiro de 2011, foi novamente emprestado ao clube uruguaio.

#### La Coruña
Por continuar com espaço reduzido para poder jogar com regularidade dentro do plantel do Benfica, foi emprestado novamente, desta vez ao La Coruña, da Espanha, para a temporada 2010–11, sem cláusula de opção de compra.
Renovou seu contrato em setembro de 2011, assinando um novo vínculo até 2013 e aumentando a sua cláusula de rescisão para 30 milhões de euros. Urreta era visto na Luz como a próxima grande revelação, depois de jovens como David Luiz, Fábio Coentrão e Ángel Di María terem sido ídolos na Catedral. 

## Seleção Nacional

### Sub-17
Em 2007 representou a Seleção Uruguaia que disputou o Campeonato Sul-Americano no Equador. Urretavizcaya foi titular nos quatro jogos disputados e marcou dois gols. Na estreia teve grande atuação, marcando na vitória por 4 a 1 contra a Venezuela, e na segunda partida marcou no empate em 2 a 2 contra o Paraguai. Não balançou as redes nos jogos contra a Colômbia (derrota por 1 a 0) e contra a Argentina (derrota por 2 a 1), mas foi destaque da equipe.

### Sub-20
Estreou pela Seleção Uruguaia Sub-20 no dia 13 de maio de 2008, num amistoso contra o México. O atacante foi titular no empate em 1 a 1.
Em janeiro de 2009 foi convocado para o Campeonato Sul-Americano Sub-20, disputado no Peru. Marcou três gols na competição: o primeiro no dia 24 de janeiro (vitória por 4 a 2 contra o Paraguai), o segundo no dia 4 de fevereiro (vitória por 2 a 1 contra a Argentina) e o terceiro no dia 6 de fevereiro (empate em 2 a 2 com o Paraguai). Apesar de Urreta ter se destacado, o Uruguai terminou na terceira colocação e o Brasil acabou campeão.

### Principal
Pela Seleção Uruguaia principal, estreou em 2017 e foi convocado por Óscar Tabárez para a Copa do Mundo FIFA de 2018. Atuou no dia 6 de julho, nas quartas de final contra a França, entrando no segundo tempo da derrota por 2 a 0.

## Títulos
Benfica
- Primeira Liga: 2009–10
- Taça da Liga: 2009–10

Peñarol
- Campeonato Uruguaio: 2009–10

Pachuca
- Campeonato Mexicano: 2016 (Clausura)
- Liga dos Campeões da CONCACAF: 2016–17

### Prêmios individuais
- Bola de bronze da Copa do Mundo de Clubes da FIFA de 2017

### Líder de Assistências
- Copa Sul-Americana de 2024: (5 assistências)